# Медеа (Алжир)
Медеа́ (араб. المدية‎, Аль-Мади́я) — город в Алжире, административный центр одноимённого вилайета.

## Географическое положение
Медеа располагается примерно в 80 км к юго-западу от столицы страны, города Алжир, и в 40 км к югу от города Блида, на высоте 880 метров над уровнем моря.

## Демография
Население города по годам:
| 1977   | 1987   | 1998    | 2008    | 2012    |
| ------ | ------ | ------- | ------- | ------- |
| 56 200 | 84 792 | 122 798 | 138 355 | 152 658 |

## Транспорт
Ближайший аэропорт расположен в городе Блиде.

## Уроженцы
В городе родились известный французский поэт Жан Ришпен, академик, историк Эдмон Фараль.